# تشارلز هولدن
تشارلز هنري هولدن (12 مايو 1875- 1 مايو 1960) عضو في المعهد الملكي للمعماريين البريطانيين، وفي المعهد الملكي للتخطيط الحضري وأحد المصممين الملكيين للصناعة، وهو مهندس معماري بريطاني اشتهر بتصميم العديد من محطات مترو الأنفاق في لندن خلال عشرينيات وثلاثينيات القرن العشرين، لمكتبة بريستول المركزية، وشركة مترو الأنفاق الكهربائية في مركز إدارتها في لندن برودواي 55 ولمجلس الشيوخ في جامعة لندن. أنشأ العديد من مقابر الحرب في بلجيكا وشمال فرنسا لصالح لجنة مقابر الحرب الإمبراطورية.
انتقل هولدن إلى لندن بعد عمله وتدرّبه في بولتون ومانشستر. تأثرت أولى المباني التي صممها بحركات الفنون والحرف اليدوية، لكنه تبنى خلال معظم مسيرته المهنية أسلوبًا خاليًا من الزخرفة، يعتمد على الأشكال المبسطة والتكتلات الخالية مما اعتبره هولدن تفاصيل زخرفية غير ضرورية. آمن هولدن بشدة بأن التصاميم المعمارية يجب أن تمليها المهام الأساسية للمباني. بعد الحرب العالمية الأولى، بسّط هولدن من أسلوبه التصميمي بشكل متزايد، فأصبحت تصاميمه أقل حجمًا وعصرية، متأثرةً بالعمارة الأوروبية. كان عضوًا في جمعية التصميم والصناعات ونقابة عمال الفن. أنتج تصاميمًا كاملة لمبانيه بما في ذلك التصميم الداخلي والتركيبات المعمارية.
على الرغم من وجود العديد من المنتقدين لأعماله، إلا أن عمارته لقيت تقديرًا واسعًا. نال الميدالية الذهبية الملكية للعمارة من المعهد الملكي للمعماريين البريطانيين عام 1936، وعُيّن المصمم الملكي للصناعة في عام 1943. أصبحت تصاميمه لمحطات مترو الأنفاق في لندن المرجع القياسي لتصاميم المؤسسة، فألهمت تصاميمًا أخرى لجميع المهندسين المعماريين العاملين لصالح المنظمة في ثلاثينيات القرن العشرين. مُنحت العديد من مبانيه صفة مباني مركزية، لحمايتها من التعديل غير المصادق عليه. رفض هولدن لمرتين عرض منحه لقب الفروسية.

## النشأة
ولد تشارلز هنري هولدن في 12 مايو من عام 1875 في غريت ليفير، بولتون، وكان الابن الخامس والأصغر لجوزيف هولدن (1842-1918)، الذي عمل كتاجر قماش وصانع قبعات. وإيلين (بروغتون قبل الزواج، 1841-1890) هولدن. تأثرت طفولة هولدن بسبب إفلاس والده في عام 1884 ووفاة والدته عندما كان في الخامسة عشرة من عمره. انتقلت العائلة بعد خسارة الأب لتجارته 15 ميلًا (24كم) إلى سانت هيلينز، حيث عاد والده لمهنته القديمة وعمل في خراطة الفولاذ وكميكانيكي تجميع، والتحق تشارلز بعدد من المدارس هناك.
عمل تشارلز لفترة قصيرة في عدة وظائف كمساعد في المختبر وكموظف في سكة حديدية في سانت هيلينز. حضر خلال هذه الفترة دروسًا في التصميم التقني في جمعية الشبان المسيحيين، واعتبر الهندسة التصميمية مهنة له أثناء تدربه وفق أسلوب المهندس المعماري السير دوغلاس فوكس. بدأ بالعمل لدى صهره في عام 1891، ديفيد فريدريك غرين وهو ماسح أراضي ومهندس معماري في بولتون. تدرّب على يد المعماري إيفرارد دبليو. ليسون في أبريل عام 1892 في مانشستر، درَس أيضًا أثناء تدربه، في مدرسة مانشستر للفنون بين عامي (1893-1894) وفي مدرسة مانشستر التقنية بين عامي (1894-1896).
كوّن هولدن أثناء عمله ودراسته في مانشستر صداقات مع الفنان ميورهيد بون وصهره المستقبلي فرانسيس دود. تعرّف هولدن في تلك الفترة على كتابات والت ويتمان وأصبح صديقًا مع جيمس ويليام والاس وعدد آخر من الأعضاء في جمعية ويتمان في بولتون، التي تُعرف باسم «إيغل ستريت كوليج». حملت كتابات ويتمان وكذلك كتابات هنري ديفيد ثورو ورالف والدو إيميرسون وإدوارد كاربينتر تأثيرات أساسية إلى حياة هولدن. فأشرك هولدن العديد من فلسفاتهم ومبادئهم ضمن أسلوب حياته وكذلك ضمن أسلوب عمله.
أرسل هولدن تصاميمه خلال عامي 1895 و1896 للمشاركة في مسابقات نادي التصميم «بيلدينغ نيوز» مستخدمًا اسمًا مستعارًا «البومة». على الرغم من أن عدد المسابقات التنافسية لم يكن دائمًا كبيرًا، إلا أن هولدن احتل المركز الأول لخمس مرات من أصل تسع منافسات، وحلّ في المركز الثاني لثلاث مرات، ومرة واحدة فقط في المركز الثالث. شارك هولدن في عام 1897 في منافسة للحصول على ميدالية «سون» المرموقة للطلاب المعماريين من المعهد الملكي للمعماريين البريطانيين. حلّ هولدن في المركز الثالث من بين 14 مشارك عن مشروعه التصميمي «قاعة سوق محلية». وصف هولدن التصميم بأنه مستوحى من أعمال جون بيلشير وإدغار وود وآرثر بيرسفورد بايت.

## حياته العائلية
بدأ هولدن بالعيش مع مارغريت ستيدمان (مكدونالد قبل الزواج) نحو عام 1898، وهي ممرضة وقابلة. تعرّف الاثنان على بعضهما عن طريق الأخت الكبرى لهولدن، آليس وأصبحا صديقين من خلال اهتمامهما المشترك بكتابات ويتمان. انفصلت ستيدمان عن زوجها جيمس ستيدمان وهو أستاذ جامعي، بسبب تعاطيه للكحول ومعاملته السيئة لها. لم يحصل الطلاق بشكل رسمي بين ستيدمان وزوجها، وبالرغم من ذلك عاش هولدن وستيدمان مع بعضهما كزوجين، وكان هولدن يشير إلى ستيدمان على أنها زوجته. لم تُمنح هذه العلاقة طابعًا رسميًا حتى بعد وفاة الزوج جيمس ستيدمان في عام 1930.
عاشت عائلة هولدن في ضواحي نوربيتون في سوري (اليوم هي الإقليم الملكي لكينغستون على نهر التايمز) حتى عام 1902. عندما انتقل الزوجان إلى كوديكوت في هيرتفوردشاير، نحو عام 1906 سكنا في هارمر غرين بالقرب من ويلين، حيث صمم هولدن منزلًا خاصًا لهما هناك. كان المنزل مفروشًا بشكل بسيط وعاش الزوجان كذلك حياة بسيطة، وصفتها جانيت آشبي في عام 1906 بقولها: «موز وخبز أسمر على الطاولة، لا وجود لمياه ساخنة. أسلوب بسيط في العيش ومستوى فكري عالٍ ونشاط متقد لجعل هذا العالم مكانًا أفضل». لم ينجب الزوجان أطفالًا، لكن كان لدى مارغريت طفلًا من زواجها الأول، واسمه آلان. عاش تشارلز ومارغريت هولدن في هارمر غرين إلى نهاية حياتهما.